# Wendy Sandler

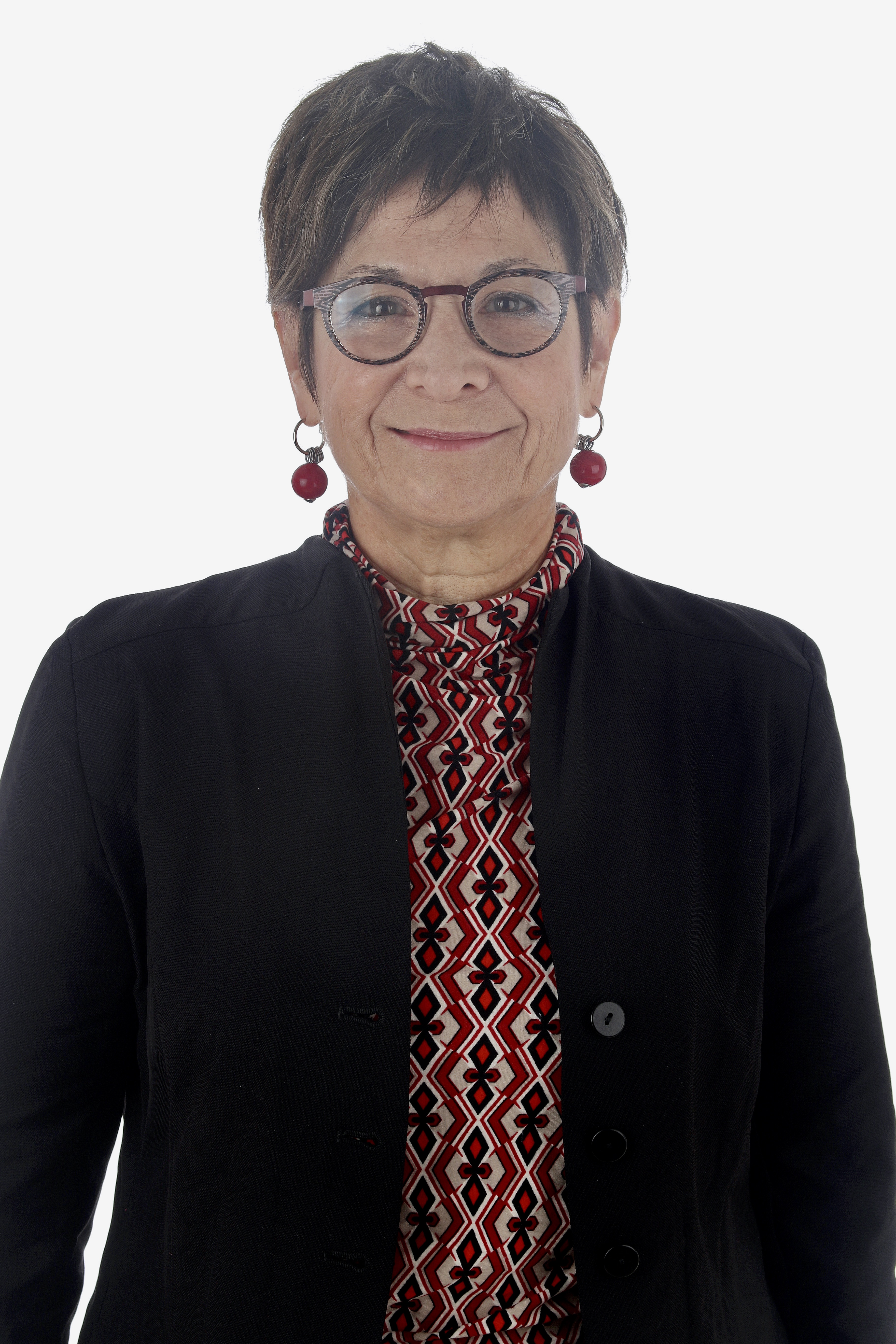
Wendy Sandler

Wendy Sandler (hebräisch ונדי סנדלר; * 1949 in Cleveland) ist eine amerikanisch-israelische Linguistin, die für ihre Forschungen zur Phonologie der Gebärdensprachen bekannt ist.

## Karriere und Forschung
Sandler promovierte 1987 in Linguistik an der University of Texas at Austin mit einer Dissertation zum Thema „Sequentiality and simultaneity in American Sign Language“. Eine überarbeitete Version ihrer Dissertation wurde 1989 unter dem Titel "Phonological Representation of the Sign: Linearity and Nonlinearity in Sign Language Phonology" veröffentlicht.
Nach ihrer Dissertation nahm Sandler eine Stelle an der Universität Haifa in Israel an, wo sie Professorin für Linguistik im Fachbereich Englische Sprache und Literatur wurde. Sie war auch Gründungsdirektorin des dortigen Forschungslabors für Gebärdensprache.
Sandler hat zusammen mit Irit Meir ein Buch über die Israel Sign Language geschrieben. Zusammen mit Diane Lillo-Martin verfasste sie eine standardmäßige linguistische Einführung in die Phonologie und Syntax der American Sign Language.
In Zusammenarbeit mit Mark Aronoff, Irit Meir und Carol Padden hat Sandler mit ihrer Forschung zur Gebärdensprache der Al-Sayyid-Beduinen-Gebärdensprache grundlegende Beiträge zur Erforschung der Entstehung von Sprache geleistet. Diese Forschung wird in Talking Hands von Margalit Fox veröffentlicht.

## Ehrungen und Auszeichnungen
Im Dezember 2017 gewann Sandler von Mifal HaPayis einen mit 150.000 neuen israelischen Schekel dotierten Preis für ihre konzeptionelle Forschung zu Systemen bei der Beobachtung neuer Gebärdensprachen, die in funktionale Kommunikation umgewandelt werden, darunter die Gebärdensprache einer Beduinengemeinschaft in Israel.
Von 2014 bis 2018 leitete Sandler einen Advanced Grant des Europäischen Forschungsrats (ERC) mit dem Titel "The Grammar of the Body: Revealing the Foundations of Compositionality in Human Language" (GRAMBY).
Im Jahr 2020 wurde Sandler in die American Academy of Arts and Sciences gewählt.

## Wichtige Publikationen
- Sandler, Wendy. 1989. Phonological Representation of the Sign: Linearity and Nonlinearity in Sign Language Phonology. Dordrecht: Foris.
- Sandler, Wendy and Diane Lillo-Martin. 2006. Sign Language and Linguistic Universals. Cambridge University Press.
- Meir, Irit & Wendy Sandler. 2007. A Language in Space: the Story of Israeli Sign Language. Psychology Press.
- Sandler, Wendy, Aronoff, Mark, Padden, Carol & Meir, Irit. (2014). Language emergence. In J. Sindell, P. Kockelman & N. Enfield (Eds.), The Cambridge handbook of linguistic anthropology (pp. 250–284). Cambridge: Cambridge University Press.
- Sandler, Wendy, Meir, Irit, Padden, Carol & Aronoff, Mark. 2005. The emergence of grammar: Systematic structure in a new language. PNAS 102, 2661–2665.
- Sandler, Wendy. (2012). Dedicated gestures in the emergence of sign language. Gesture 12/3, 265–307.
- Sandler, Wendy, Aronoff, Mark, Meir, Irit, Padden, Carol. (2011). The Gradual Emergence of Phonological Form in a New Language. Natural Language and Linguistic Theory 29, 503–543.
- Sandler, Wendy. (2010). The phonology of movement in sign language. In Blackwell companion to phonology, Marc van Oostendorp, Colin Ewen, Keren Rice, and Elizabeth Hume (Eds.), Oxford: Wiley-Blackwell. 577–603.